# 山川丙三郎
山川 丙三郎（やまかわ へいざぶろう、1876年3月3日 - 1947年8月17日）は、イタリア文学者、翻訳家。日本で最初にダンテの『神曲』「地獄篇」を完訳した。

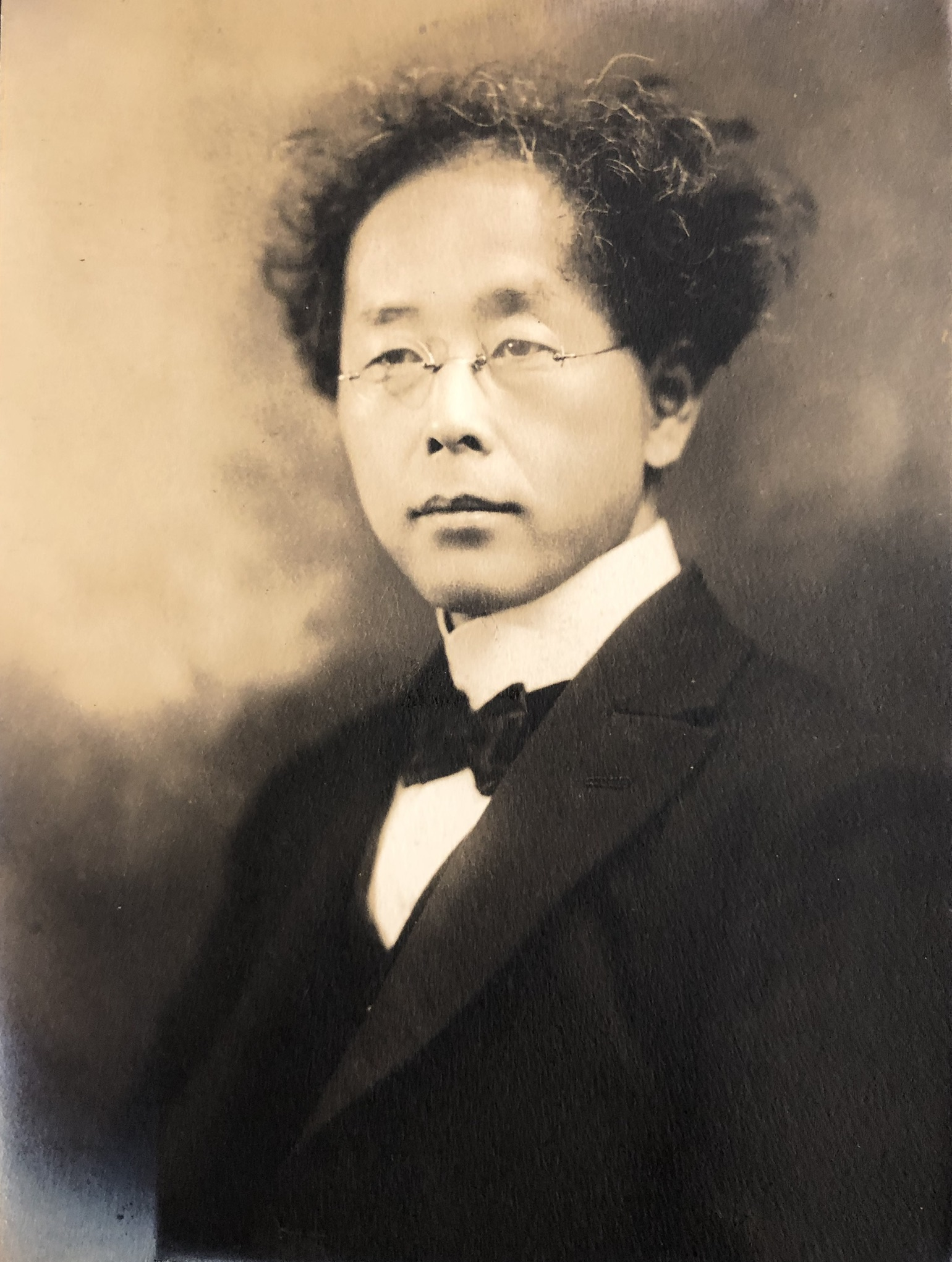
山川丙三郎教授

## 略歴
新潟県北蒲原郡（現・新潟県新発田市上館）生まれ。新潟市の北越学館に入学し受洗。1892年東北学院労働会に入って勤労学生として苦学し、20歳の同学院文科2年生のときに島崎藤村が教師として赴任し、交流する。バイオリニストを志して渡米し、カリフォルニア大学に学び、語学の才を発揮し、とくに中世英語ではアメリカ人を抜いてトップの成績を修めたという。
1914年から1922年にかけてダンテ・アリギエーリ『神曲』を邦訳。ダンテ研究家の大賀寿吉に絶賛される。同郷の支援者・出村悌三郎（のち第三代東北学院院長）の誘いで、1919年東北学院教授となり、1929年名誉教授となる。新井奥邃の謙和舎にも学んだ。『神曲』はのち岩波文庫に収められ広く読まれた。現在でも文語訳のものの中では最も手に入れやすい訳の一つである。ほかダンテ『新生』の翻訳（1929年）ものち岩波文庫。
山川を研究した人物に新井明（敬和学園大学元学長で、主に内村鑑三研究）がいる。

## 家族
- 山川家は新発田藩10万石溝口誠之進の家臣[1]。
- 妻の直は1915年に17歳上の山川と結婚。極貧の中、内職で無職の夫を支えた[1]。

## 参考
- 「新発田が生んだダンテ研究家--山川丙三郎について」山田耕太 人文社会科学研究所年報 2007